# Gregorio Magalotti
Gregorio Magalotti (Roma, 1490 circa – Bologna, 6 dicembre 1537) è stato un vescovo cattolico italiano.

## Biografia
Giureconsulto e letterato, fu carissimo a Clemente VII che nell'aprile 1532 lo nominò vicecamerlengo e governatore di Roma, succedendo a Giovan Maria Ciocchi Del Monte, il futuro papa Giulio III, di cui Magalotti era stato uditore. Il 23 agosto dello stesso anno ottenne la carica di vescovo di Lipari e, il 20 agosto di due anni dopo, di vescovo di Chiusi; rimase tuttavia sempre a Roma perché impegnato nelle cariche civili. Il 14 settembre 1534 fu nominato da papa Clemente VII presidente della Provincia Romandiolæ, carica confermata il 19 settembre dell'anno successivo da papa Paolo III, il quale il 6 dicembre 1535 lo avrebbe nominato governatore della Marca d'Ancona e il 5 gennaio 1537 governatore di Bologna.
Come governatore di Roma, ossia il magistrato alla testa del principale tribunale penale della città di Roma, tra la fine del 1533 e l'inizio del 1534 Magalotti giudicò Benvenuto Cellini accusato di non aver consegnato un calice d'oro a Clemente VII; l'artista ricorderà nella Vita il "birresco sguardo" di Magalotti. Un altro episodio che lo vide coinvolto nella sua funzione di governatore fu il rifiuto del marchese Giuliano Cesarini, gonfaloniere del Popolo romano, all'ordinanza del governatore a che i privati consegnassero allo Stato le armi in loro possesso. Cesarini, ritenendo che fosse umiliante ubbidire alle leggi a causa del suo rango nobiliare, mandò dei sicari i quali il 14 marzo 1534 assalirono il governatore a colpi di spada. Magalotti fu ferito gravemente, ma il Cesarini non fu punito, nonostante le pene comminategli da Clemente VII, perché si mise sotto la protezione dell'imperatore Carlo V, colui che aveva fatto mettere a sacco Roma nel 1527.
Magalotti fu sepolto nella chiesa di Santa Cecilia in Trastevere. Il suo monumento funerario è opera di Giovanni Mangone.